# Kim Gi-jung

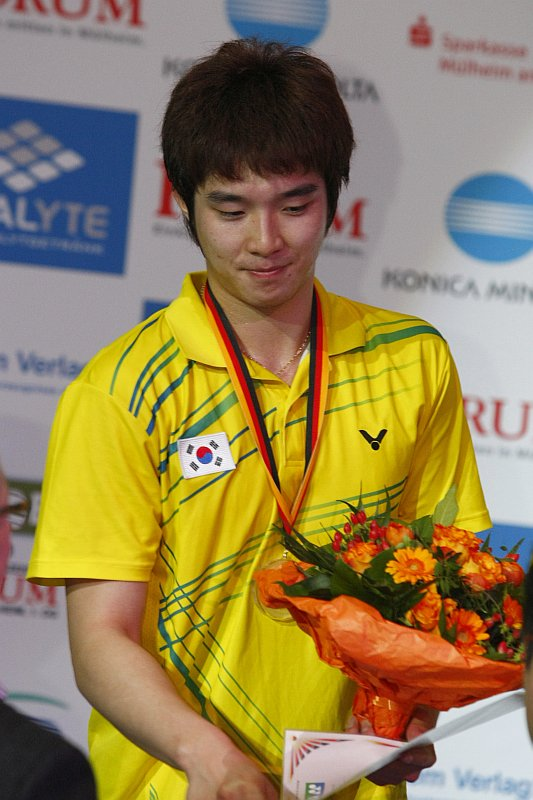
Kim Gi-jung

Kim Gi-jung (auch Kim Ki-jung, koreanisch 김기정; * 14. August 1990 in Miryang) ist ein südkoreanischer Badmintonspieler.

## Karriere
Kim Gi-jung gewann bei der Badminton-Juniorenweltmeisterschaft 2008 Bronze im Mixed mit Eom Hye-won. Mit seinem Zwillingsbruder Kim Ki-eung wurde er bei der Korea International Challenge 2007 Fünfter und ein Jahr später dort Neunter. Bei den German Juniors 2009 wurde das Bruderpaar Dritter. Bei der Japan Super Series 2010 wurde Kim Gi-jung Fünfter im Doppel mit Shin Baek-cheol. Bei der Singapur Super Series 2009 hatte er bereits Platz neun im Doppel mit Kwon Yi-goo belegt.

## Sportliche Erfolge
| Saison | Veranstaltung                  | Disziplin    | Platz | Name                          |
| ------ | ------------------------------ | ------------ | ----- | ----------------------------- |
| 2007   | Korea International            | Herrendoppel | 5     | Kim Ki-eung / Kim Gi-jung     |
| 2008   | Junioren-Weltmeisterschaft     | Mixed        | 3     | Kim Gi-jung / Eom Hye-won     |
| 2008   | Korea International Challenge  | Herrendoppel | 9     | Kim Ki-eung / Kim Gi-jung     |
| 2009   | German Juniors                 | Herrendoppel | 3     | Kim Ki-eung / Kim Gi-jung     |
| 2009   | German Juniors                 | Mixed        | 3     | Kim Gi-jung / Eom Hye-won     |
| 2010   | Singapur Open                  | Herrendoppel | 9     | Kwon Yi-goo / Kim Gi-jung     |
| 2010   | Japan Open                     | Herrendoppel | 5     | Shin Baek-cheol / Kim Gi-jung |
| 2011   | German Open                    | Herrendoppel | 2     | Kim Sa-rang / Kim Gi-jung     |
| 2012   | Indonesia Open Grand Prix Gold | Herrendoppel | 1     | Kim Gi-jung / Kim Sa-rang     |
| 2015   | Korea Masters                  | Herrendoppel | 1     | Kim Gi-jung / Kim Sa-rang     |